# AEW Dynamite
AEW Dynamite, o semplicemente Dynamite, è un programma televisivo di wrestling statunitense prodotto dalla All Elite Wrestling a partire dal 2 ottobre 2019 e mandato in onda negli Stati Uniti ogni mercoledì sera sull'emittente TNT. In Italia, dal 7 agosto 2020, lo show viene trasmesso il venerdì successivo alla messa in onda americana sui canali di Sky Sport, con il commento affidato a Salvatore Torrisi e Moreno Molla.
Nel gennaio del 2019 l'AEW annunciò la creazione di un proprio show settimanale chiamato Dynamite. Nel giugno dello stesso, dichiara che il nome completo dello show sarebbe stato Wednesday Night Dynamite.
Il 15 maggio 2019 l'AEW e la WarnerBros annunciano un accordo televisivo tra le due parti: Dynamite sarebbe stato trasmesso sulla rete televisiva TNT. Il successivo 2 ottobre è andata in onda la prima puntata.

## Programmazione
| Nazione             | Canale televisivo | Piattaforma online |
| ------------------- | ----------------- | ------------------ |
| Austria             | DMAX              | Triller.tv         |
| Germania            | DMAX              | Triller.tv         |
| Svizzera            | DMAX              | Triller.tv         |
| Canada              | TSN               | Triller.tv         |
| Francia             | Toonami           | Triller.tv         |
| Regno Unito         | ITV               | Triller.tv         |
| Irlanda             | ITV               | Triller.tv         |
| Italia              | Sky Sport         | Triller.tv         |
| Pakistan            | PTV Sports        | Triller.tv         |
| India               | Eurosport         | Triller.tv         |
| Filippine           | Premier Sports    | Triller.tv         |
| Malaysia            | SPOTV             | Triller.tv         |
| Australia           | ESPN              | Triller.tv         |
| Nuova Zelanda       | ESPN              | Triller.tv         |
| Brasile             | Non disponibile   | Triller.tv         |
| Messico             | Non disponibile   | Triller.tv         |
| Argentina           | Non disponibile   | Triller.tv         |
| Cile                | Non disponibile   | Triller.tv         |
| Colombia            | Non disponibile   | Triller.tv         |
| Perù                | Non disponibile   | Triller.tv         |
| Corea del Sud       | Non disponibile   | Triller.tv         |
| Spagna              | Non disponibile   | Triller.tv         |
| Polonia             | Non disponibile   | Triller.tv         |
| Portogallo          | Non disponibile   | Triller.tv         |
| Romania             | Non disponibile   | Triller.tv         |
| Svezia              | Non disponibile   | Triller.tv         |
| Turchia             | Non disponibile   | Triller.tv         |
| Rep. Ceca           | Non disponibile   | Triller.tv         |
| Croazia             | Non disponibile   | Triller.tv         |
| Serbia              | Non disponibile   | Triller.tv         |
| Arabia Saudita      | Non disponibile   | STARZPLAY          |
| Emirati Arabi Uniti | Non disponibile   | STARZPLAY          |
| Qatar               | Non disponibile   | STARZPLAY          |
| Egitto              | Non disponibile   | STARZPLAY          |
| Marocco             | Non disponibile   | STARZPLAY          |
| Giappone            | Non disponibile   | NJPW World         |
| Stati Uniti         | TBS               | Non disponibile    |